# Jan Koutný
Jan Koutný   (Vyškov, 24 de juny de 1897 - Praga, 18 de juliol de 1976) va ser un gimnasta artístic txecoslovac que va competir durant la dècada de 1920.
El 1924 va prendre part en els Jocs Olímpics de París, on disputà les nou proves del programa de gimnàstica. Guanyà la medalla de plata en la competició del salt sobre cavall. Fou setè en la d'anelles, mentre en les altres set proves aconseguí unes posicions més enllà de la desena posició.
Quatre anys més tard, als Jocs d'Amsterdam, disputà les set proves del programa de gimnàstica. Guanyà la medalla de plata en el concurs complet per equips, mentre en la resta de proves finalitzà més enllà de la desena posició.